# Каролина Ернестина фон Ербах-Шьонберг
Каролина Ернестина фон Ербах-Шьонберг (на немски: Karoline Henriette von Erbach-Schönberg; * 20 август 1727 в Гедерн; † 22 април 1796 в Еберсдорф) е графиня от Ербах-Шьонберг и чрез женитба графиня на Ройс-Еберсдорф. Чрез дъщеря си Августа тя е прабаба на кралица Виктория.
Тя е дъщеря на граф Георг Август фон Ербах-Шьонберг (1691 – 1758) и съпругата му графиня Фердинанда Хенриета фон Щолберг-Гедерн (1699 – 1750), дъщеря на граф Лудвиг Христиан фон Щолберг-Гедерн (1652 – 1710) и втората му съпруга херцогиня Кристина фон Мекленбург-Гюстров (1663 – 1749).
Тя умира на 28 юни 1754 г. на 68 години.

## Фамилия
Каролина Ернестина се омъжва на 28 юни 1754 г. в Турнау, Бавария за граф Хайнрих XXIV фон Ройс-Еберсдорф (1724 – 1779). Те имат децата:
- Хайнрих XLVI (1755 – 1757)
- Августа Каролина София (1757 – 1831)

∞ 1777 за херцог Франц I фон Саксония-Кобург-Заалфелд (1750 – 1806), родители на Виктория фон Сакс-Кобург-Заалфелд (1786 – 1861)
- Луиза (1759 – 1840)

∞ 1781 княз Хайнрих XLIII фон Ройс-Кьостриц
- Хайнрих LI (1761 – 1822), от 1806 княз на Ройс-Еберсдорф

∞ 1791 за графиня Луиза фон Хойм (1772 – 1832)
- Ернестина Фердинанда (1762 – 1763)
- Хайнрих LIII (1765 – 1770)
- София Хенриета (1767 – 1801)

∞ 1787 за княз Емих Карл фон Лайнинген-Дагсбург-Хартенбург (1763 – 1814)